# Apostag vasútállomás
Apostag vasútállomás egy Bács-Kiskun vármegyei vasútállomás melyet a MÁV üzemeltet. Személyszállítás 2023-ban nincsen.

## Vasútvonalak
Az állomást az alábbi vasútvonalak érintik:
- Kunszentmiklós-Tass–Dunapataj-vasútvonal

## Kapcsolódó állomások
A vasútállomáshoz az alábbi állomások vannak a legközelebb:
- Dunavecse vasútállomás (Kunszentmiklós-Tass vasútállomás, Kunszentmiklós-Tass–Dunapataj-vasútvonal)
- Dunaegyháza megállóhely (Dunapataj megállóhely, Kunszentmiklós-Tass–Dunapataj-vasútvonal)

## Forgalom
A személyforgalom az állomáson és a rajta áthaladó vasútvonalon 2007. március 3. óta szünetel.

## Megközelítése
A megálló Apostag keleti szélén helyezkedik el, közúti megközelítését az 513-as főút, és egy önkormányzati út is lehetővé teszi.